# 卡南代瓜 (紐約州)
卡南代瓜（英語：Canandaigua）是美国纽约州安大略县的一座城市。2010年人口普查时人口为10545人。 它是安大略县的县城，尽管一些行政办公室位于相邻的霍普韦尔镇县综合体。卡南代瓜的名字源自其历史悠久的塞内卡村庄的名字，分别是坎南达克，甘南多甘，加农大加，科诺孔加，或在现代的转录中表示：“选择的地点”，或 “在选定的城镇”。
卡南代瓜市位于卡南代瓜镇内，卡南代瓜湖北端，距离罗切斯特东南39公里，西拉丘兹以西93公里。 六个邻近城镇的部分地区也分享了卡南代瓜邮寄地址和14424邮政编码。